# KTW (Катовиці)
KTW, також відомий як .KTW — комплекс з двох хмарочосів у Катовицях, Польща. KTW I, перша будівля проєкту, була завершена у 2018 році на висоті 66 метрів (217 футів). Друга вежа, KTW II, здіймається на 134 метри (440 футів) і була завершена у 2022 році; це найвища будівля у Катовицях та в регіоні Верхньої Сілезії.

## Розташування
KTW розташований на Алеї Рождзєньського, в районі Кошутка. Як частина Культурної зони Катовиць, комплекс знаходиться поруч з ареною Сподек, Національним симфонічним оркестром Польського радіо та Міжнародним конгрес-центром. Комплекс розробила компанія TDJ Estate, а за архітектурну концепцію відповідали Пшемо Лукасік та Лукаш Заґала з Medusa Group.